# Tubal (Monarquia Lusitana)
Tubal confunde-se com o personagem bíblico do Antigo Testamento, Túbal (que foi o quinto filho de Jafé, e assim neto de Noé).

Tubal foi apontado como povoador da Ibéria após o Dilúvio (confundindo-se aqui a Ibéria do Cáucaso com a da Península Ibérica). Foi assim mencionado por vários autores portugueses e espanhóis, por exemplo, Florián de Ocampo ou Bernardo de Brito, que lhe atribuíram o povoamento da Ibéria, baseados especialmente nas polémicas obras de Annio de Viterbo, mas também de Flavio Josefo e São Jerónimo. Ainda em 1785 escreve assim o Comissário do Santo Ofício espanhol, D. Diego Gutierrez: 
Nesta suposição, no respectivo à Espanha, se observa, e vê a mesma oposição, e contrariedade, especialmente nos Autores modernos. Os nossos mais antigos Escritores, apoiados na autoridade e testemunho dos muito respeitáveis e sapientíssimos, Flavio Josefo e São Jerónimo, tiveram Tubal como primeiro patriarca e povoador de Espanha, cuja vinda põem nos anos imediatos depois da ruína da Torre de Babel, e dispersão daquelas gentes, 142 anos depois do Dilúvio universal;
Bernardo de Brito atribui a Tubal um período exacto (2161 a.C. - 2009 a.C.), e tal como outros autores, associa-o ao nome da cidade de Setúbal:

(...) digo que o nosso Reino foi o mais antigo na povoação, e Setúbal o lugar, em que primeiro ordenaram modo de vida e vizinhança comum. E assim o tem Pineda, em sua Monarchia, Nicolao Coelho, Laimundo e Fr. Heitor Pinto, e a tradição vulgar dos homens que neste Reino tem voto em coisas antigas. Nem me inclina ao contrário, ver que André de Resende, o é tanto desta opinião, dizendo que o nome de Setúbal foi Cetobriga, e daqui se derivou, e não de Tubal (...)